# Montottone

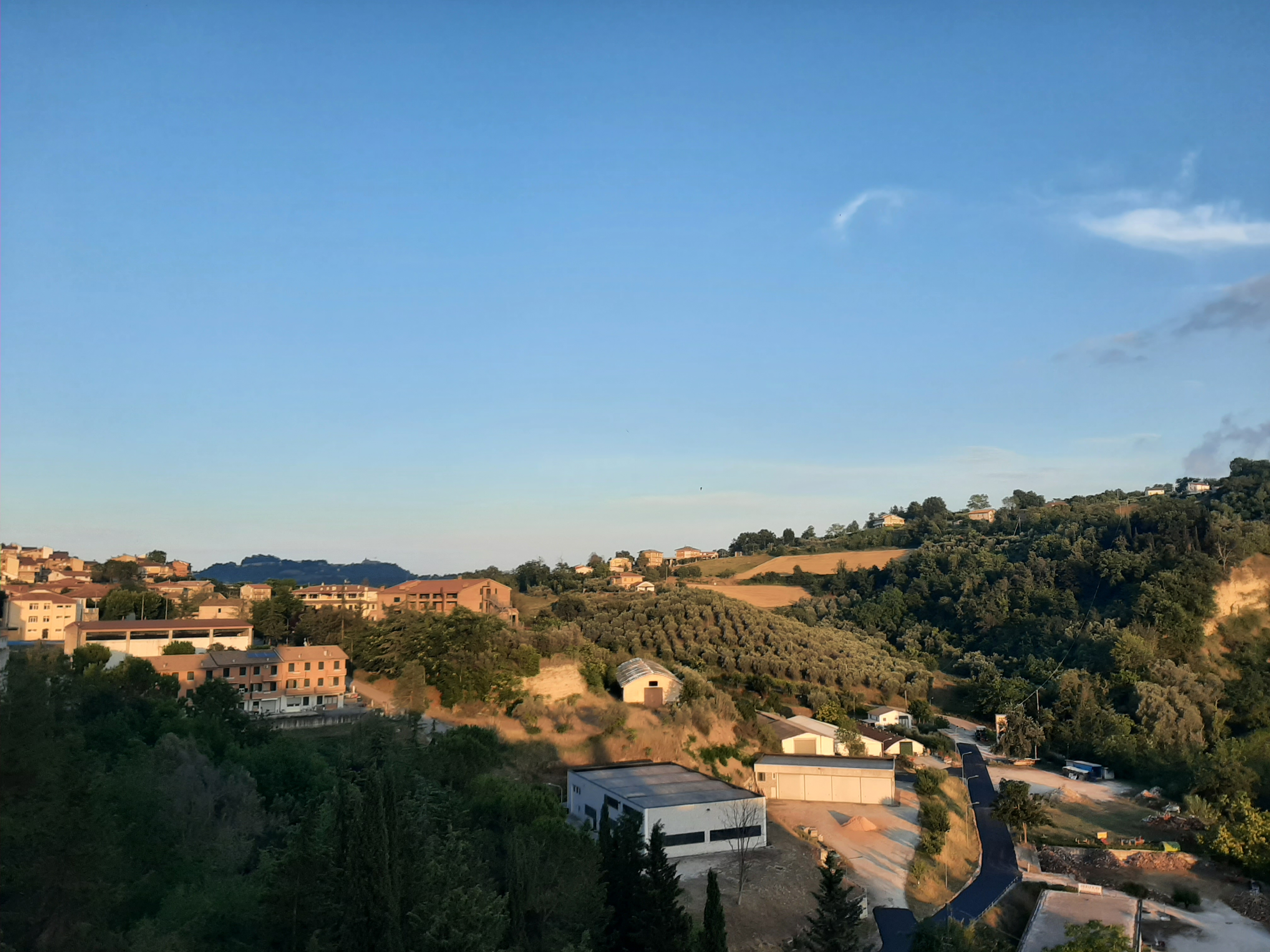
Veduta di Montottone nel 2021

Montottone è un comune italiano di 889 abitanti della provincia di Fermo nelle Marche.

## Società

### Evoluzione demografica
Abitanti censiti

## Cultura

### Musei
Il Museo della ceramica è situato all'interno della Scuola Media Statale "G. Perlasca".

## Economia

### Artigianato
Tra le attività economiche più tradizionali, diffuse e attive vi sono quelle artigianali, come la rinomata produzione di ceramiche e di terrecotte.

## Amministrazione
| Periodo           | Periodo           | Primo cittadino     | Partito                                 | Carica      | Note  |
| ----------------- | ----------------- | ------------------- | --------------------------------------- | ----------- | ----- |
| 27 giugno 1985    | 6 giugno 1990     | Osvaldo Baldassarri | Democrazia Cristiana                    | Sindaco     | [ 7 ] |
| 6 giugno 1990     | 24 aprile 1995    | Giuliano Amici      | Partito Socialista Democratico Italiano | Sindaco     | [ 7 ] |
| 24 aprile 1995    | 14 giugno 1999    | Giuliano Amici      | Centro-destra                           | Sindaco     | [ 7 ] |
| 14 luglio 1999    | 14 giugno 2004    | Giuliano Amici      | Lista civica                            | Sindaco     | [ 7 ] |
| 14 giugno 2004    | 8 giugno 2009     | Giovanni Carelli    | Lista civica                            | Sindaco     | [ 7 ] |
| 8 giugno 2009     | 15 agosto 2009    | Giuliano Amici      | Lista civica                            | Sindaco     | [ 7 ] |
| 15 agosto 2009    | 30 marzo 2010     | Francesca Claretti  | Lista civica                            | Vicesindaco | [ 7 ] |
| 30 marzo 2010     | 1º giugno 2015    | Francesca Claretti  | Lista civica                            | Sindaco     | [ 7 ] |
| 1º giugno 2015    | 20 settembre 2020 | Giovanni Carelli    | Lista civica Uniti per Montottone       | Sindaco     | [ 7 ] |
| 20 settembre 2020 | in carica         | Giovanni Carelli    | Lista civica Uniti per Montottone       | Sindaco     | [ 7 ] |

### Gemellaggi
Montottone è gemellato con:
- Kohren-Sahlis

### Altre informazioni amministrative
Fa parte della Zona Territoriale n. 11 di Fermo dell'Azienda Sanitaria Unica Regionale delle Marche (in sigla Z.T. n. 11 - A.S.U.R. Marche).

## Sport

### Calcio
La principale squadra di calcio della città è l'A.S.D. Montottone 1993 Calcio che milita nel girone g marchigiano di Seconda categoria.
La scuola calcio è affiliata alla Juventus Academy.

### Calcio a 5
Il paese ha una squadra di calcio a 5 amatoriale CSI, il 100% Montottone.